# مصطفى الرميد
مصطفى الرميد (1959، إقليم الجديدة) ناشط حقوقي وسياسي مغربي، يعتبر من قيادي حزب العدالة والتنمية، تقلد منصب وزير العدل والحريات بين 3 يناير 2012 و 5 أبريل 2017 في حكومة بنكيران بعد انتصار حزبه في الانتخابات البرلمانية المغربية سنة 2011. ويشغل منذ 2017 منصب وزير الدولة المُكلف بحقوق الإنسان والعلاقات مع البرلمان في حكومة العثماني.

## مسيرته

### نشأته
ولد مصطفى الرميد بمنطقة دكالة بقبيلة أولاد سي بوحيا بسيدي بنور، حيث تلقى أولى خطواته في مجال التحصيل الدراسي، لينتقل بعد ذلك إلى الدار البيضاء بحي الفرح حيث آواه عمه وزوج خالته في نفس الوقت ليدخل سنة 1970 ثانوية ابن مسيك التي تسمى اليوم ثانوية جمال الدين المهياوي، حيث تم توقيفه عن الدراسة لمرتين بسبب صراعاته مع التيار الماركسي.

### الدعوة
منذ سن 14 سنة اكتشف الرميد دروب ومسالك العمل الدعوي في صفوف الشبيبة الإسلامية ما بين 1973 و1974، أيام كان المغرب يجتاز ظرفية سياسية عصيبة، كانت رسالة وجهها وقتها إلى عبد الكريم مطيع زعيم الشبيبة سببا في تهميشه وإبعاده عن هذا التنظيم.
شرع الرميد في إمامة المصلين وإلقاء دروس دينية منذ تخرجه من دار الحديث الحسنية إلى حين توقيفه، وأصبح شخصا مرغوبا فيه من قبل تنظيمات أخرى، من بينها جماعة العدل والإحسان التي رفض دعوها له بالانضمام في صفوفها، وذلك تعبيرا منه عن رفضه لتكرار تجربة العمل غير المعترف به.

### السياسة
انتقل إلى مرحلة ممارسة العمل السياسي العلني عندما فتح عبد الكريم الخطيب أبواب الحركة الشعبية الدستورية الديموقراطية (حزب العدالة والتنمية حاليا) في وجه العديد من أعضاء الحركة الإسلامية المغربية.
نضجت تجربته داخل هذا الحزب، جعلاه يتقلد مهام حزبية عديدة إذ أشرف على رئاسة الكتلة النيابية، والفريق النيابي للحزب لولايتين متقطعتين، ثم رئاسة لجنة العدل والتشريع وحقوق الإنسان إحدى ركائز العمل التشريعي بالغرفة الأولى.

## الدفاع عن الحريات
مزاولته مهنة المحاماة سنة 1984 من خلال دفاعه ومتابعته لملفات «السلفيين»، والحقوقيين والمتابعين في قضايا النشر والصحافة سطعت نجمه وابرزته في الإعلام، من أبرز مرافعاته دفاعه عن زميله بنكيران حينما كان مديرا لجريدة «التجديد»، وعن رشيد نيني مدير نشر «المساء» الذي قضى عقوبة حبسية.
اشتهر الرميد بمناصرته لمبدأ حرية الصحافة خصوصا مناصرة الحركات الإسلامية، امتدت حتى خارج المغرب. فقد سبق له أن آزر سنة 1990 مناضلي حركة النهضة التونسية.
أسس منتدى الكرامة لحقوق الإنسان سنة 2006 والذي يشغل منصب رئيسه إلى الآن، إلى غاية تعيينه وزيرا حيث قرر تقديم استقالته من الرئاسة حفاظا على استقلالية هذا الإطار الحقوقي.
كما هو عضو المؤتمر القومي العربي والمؤتمر القومي الإسلامي. كما شارك في عدة مؤتمرات قانونية دولية. شارك بالمنتدى العالمي للبرلمانيين الإسلاميين، وترأس الهيئة البرلمانية العربية لحقوق الإنسان المنبثقة عن اتحاد البرلمانات العربية الذي يوجد مقره بدمشق بسوريا.

### تجربته الإعلامية
له تجربة في العمل الصحافي، إذ سبق أن أصدر سنة 1990 جريدة السبيل، ليؤسس بعد منعها، جريدة الصحوة التي أدمجت إلى جانب الراية في جريدة التجديد.